# Октябрьский переулок (Великий Устюг)
Октя́брьский переулок (ранее Архангельская улица) — улица и древнейшая магистраль Великого Устюга. Проходит от Соборного дворища до Михайло-Архангельского монастыря.

## История
Улица появилась с основанием Михайло-Архангельского монастыря. Она соединяла два первых центра города. Большую часть своего существования, вплоть до 1804 года, она была загородной. До XIX века улица делилась на две части Архангельскими воротами Большого острога и лишь треть её была в городской черте.
В 1772 году в Великом Устюге произошло 2 крупных пожара, в результате которых выгорел весь посад. После этих пожаров были созданы варианты нового плана города, которые кардинально изменили город. Архангельская улица оказалась единственной, которая не была смещена.

## Застройка
Таблица дана в направлении Север — Юг. Жёлтым выделены пересекающиеся улицы.
Улица находится в охранной зоне Великого Устюга.
Легенда
| Пересекающиеся улицы | Памятник архитектуры |

| Логотип конкурса «Вики любит памятники» | Объект культурного наследия: № 3510121000 |

| Логотип конкурса «Вики любит памятники» | Объект культурного наследия: № 3500001387 |

| Логотип конкурса «Вики любит памятники» | Объект культурного наследия: № 3500001386 |

| Логотип конкурса «Вики любит памятники» | Объект культурного наследия: № 3500001384 |

| Логотип конкурса «Вики любит памятники» | Объект культурного наследия: № 3500001385 |

| Логотип конкурса «Вики любит памятники» | Объект культурного наследия: № 3510120000 |

| Логотип конкурса «Вики любит памятники» | Объект культурного наследия: № 3510116000 |